# Площа Республіки (Єреван)
Площа Республіки (вірм. Հանրապետության հրապարակ, Hanrapetoutyan hraparak) — центральна площа Єревану.

## Історія
Будівництво площі було задумано головним архітектором міста Олександром Таманяном в 1924 і допрацьовувався до 1958. Спочатку, площу задумали як овальну, але згодом, через особливості прилеглої території, форму площі вирішили замінити на поєднання овалу з трапецією.
Форму площі утворюють 5 будівель:
- Музей історії Вірменії,
- Уряд Вірменії (на вежі будівлі знаходяться головні годинник країни з дзвонами),
- Центральна будівля пошти РВ,
- Готель «Mariott Armenia»,
- Міністерства Закордонних Справ та Енергетики.

Всі будівлі, що розташовані на площі Республіки, зроблені з туфу, а їх нижня частина із базальту. Фасади будинків облицьовані фельзитовим туфом білого та рожевого кольорів.
Перед будівлею Музею історії Вірменії стоять легендарні «співаючі» фонтани, що одночасно міняють свій колір. Навпроти знаходиться бульвар, на якому розташувалися 2750 пулпулаків, що символізують 2750-річний вік Єревану в 1968.